# الأسد ويلي

الأسد ويلي هو تميمة كأس العالم لكرة القدم 1966 الذي عقد في إنجلترا.
والتميمة عبارة عن أسد وهو رمز نموذجي لإنجلترا وهو يرتدي قميص علم المملكة المتحدة مع كلمة كأس العالم.

## مقالات ذات صلة
- تمائم كأس العالم لكرة القدم
- كأس العالم لكرة القدم 1966